# 絲背磨塘鱧
絲背磨塘鱧，为輻鰭魚綱鱸形目虾虎鱼亚目鰕虎鱼科的其中一種。分布於印度西太平洋區，包括東非、馬爾地夫、台灣、日本、菲律賓、印尼、可可群島、澳洲、帛琉、斐濟、東加等海域，棲息深度0-2公尺，本魚體色橙紅色，鰓蓋後方有一深色圓斑，體側布滿呈灰色的斑塊，生活在亞熱帶海域的礁石區，體長可達2.4公分。